# Hyde Park (Nowy Jork)
Hyde Park – miasto w Stanach Zjednoczonych, w stanie Nowy Jork, w hrabstwie Dutchess.